# Туманный лес

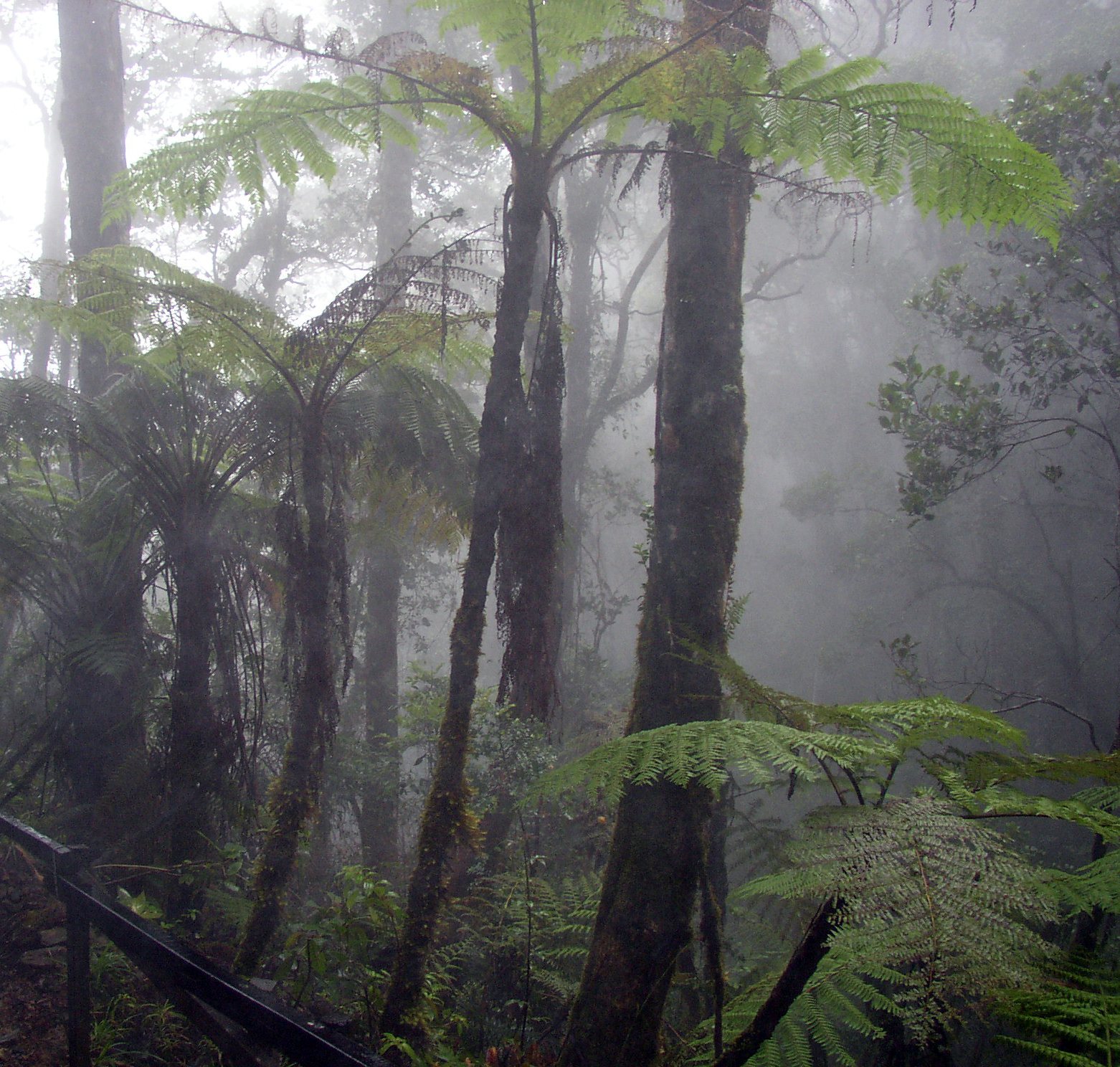
Древовидные папоротники в туманных лесах горы Кинабалу (Калимантан).

Туманный лес, или облачный лес, или нефелогилея, — влажный тропический или субтропический горный вечнозелёный лес, характеризующийся постоянным, частым или сезонным низкоуровневым облачным покровом, обычно на уровне полога, официально описанный в Международном атласе облаков (2017) как silvagenitus. Туманные леса часто отличаются обилием мхов, покрывающих землю и остальную растительность, поэтому такие леса также называют мшистыми лесами. Мшистые леса обычно развиваются на седловинах гор, где влага, вносимая оседающими облаками, удерживается более эффективно.

## Климат

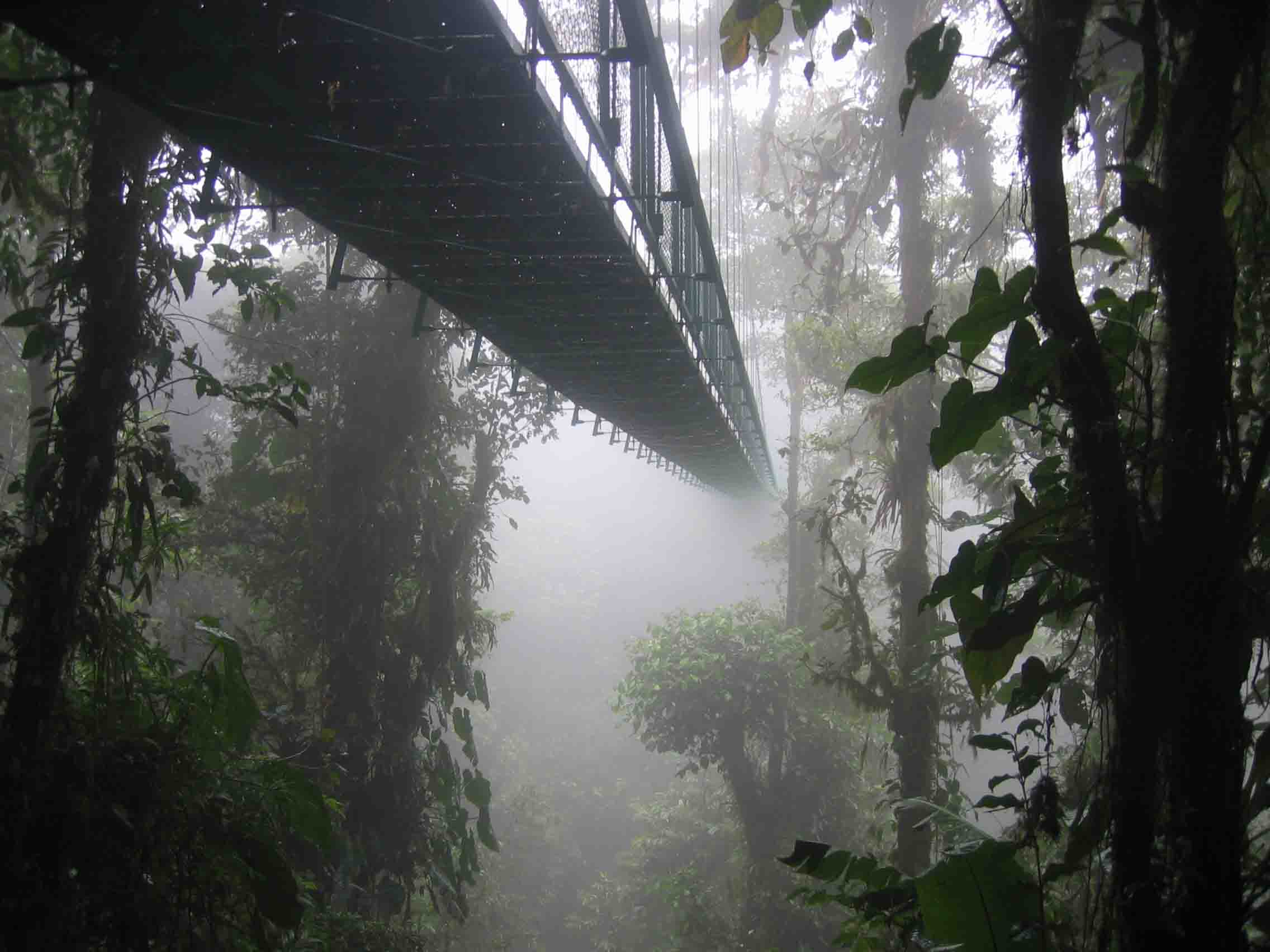
Один из висячих мостов Небесной прогулки в заповеднике туманного леса Монтеверде в Монтеверде, Коста-Рика, исчезает в тумане

Наличие туманных лесов зависит от местного климата, расстояние до моря, экспозиции и широты (от 23°N до 25°S), а также высоты (которая варьируется от 500 м до 4000 м над уровнем моря). Как правило, существует относительно небольшая полоса возвышенности, в которой атмосферная среда подходит для развития туманных лесов. Это характеризуется постоянным туманом на уровне растительности, что приводит к уменьшению прямого солнечного света и, следовательно, испарения. В туманных лесах большая часть влаги, доступной растениям, поступает в виде капель тумана, который конденсируется на листьях деревьев, а затем капает на землю внизу.
Годовое количество осадков может колебаться от 500 до 10 000 мм/год, а средняя температура воздуха — от 8 до 20 °C.

## Терминология
Хотя сегодня наиболее широко используемым термином является туманный лес, в некоторых регионах эти экосистемы или особые типы туманных лесов называются мшистым лесом, эльфийским лесом, горными зарослями и карликовыми туманными лесами.
Определение туманного леса может быть неоднозначным, поскольку многие страны не используют этот термин (предпочитая такие термины, как Афромонтанный лес и верхний горный тропический лес, горный лавровый лес, или более локализованные термины, такие как боливийские юнга и laurisilva Атлантических островов).

## Характеристики

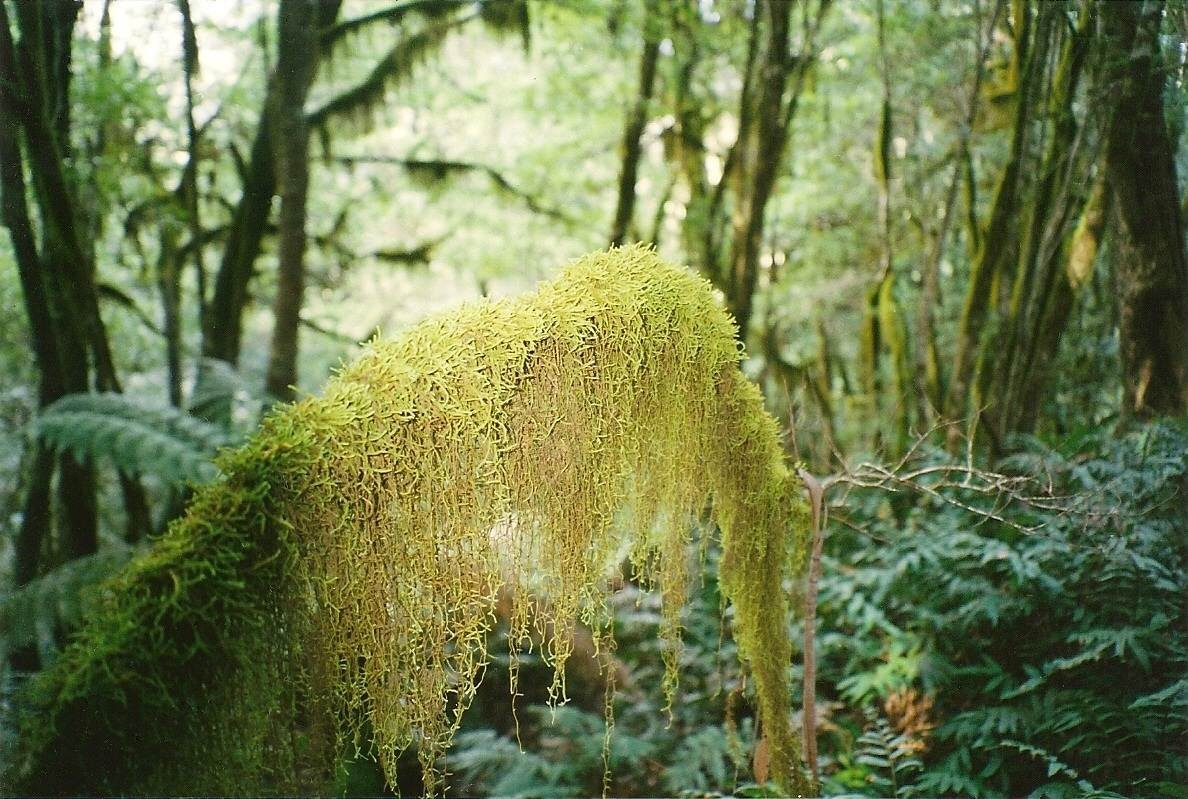
Висячий мох в прохладном умеренном тропическом лесу в Национальном парке Будаванг, Австралия

По сравнению с тропическими влажными лесами, расположенными ниже, туманные леса демонстрируют уменьшенный рост деревьев в сочетании с повышенной плотностью стволов и в целом более низким разнообразием древесных растений. Деревья в этих регионах, как правило, короче и имеют более сильный ствол, чем в лесах на более низкой высоте в тех же регионах, часто с корявыми стволами и ветвями, образующими густые компактные кроны. Их листья становятся меньше, толще и тверже с увеличением высоты. Высокая влажность способствует развитию высокой биомассы и биоразнообразия эпифитов, особенно мохообразных, лишайников, папоротников (включая плёнчатолистные папоротники), бромелиевых и орхидей. Количество эндемичных растений может быть очень большим.
Важной особенностью туманных лесов является то, что кроны деревьев могут перехватывать переносимую ветром облачную влагу, часть которой стекает на землю. Она возникает, когда капли воды из тумана прилипают к иглам или листьям деревьев или других объектов, сливаются в более крупные капли и затем падают на землю. Это может быть важным вкладом в гидрологический цикл.
Из-за высокого содержания воды в почве, пониженной солнечной радиации и низких темпов разложения и минерализации, кислотность почвы очень высока, с большим количеством гумуса и торфа часто образуется верхний слой почвы.
Stadtmüller (1987) выделяет два общих типа тропических горных туманных лесов:
- Районы с высоким годовым количеством осадков из-за частой облачности в сочетании с сильными, а иногда и продолжительными орографическими осадками; такие леса имеют заметную толщу полога, большое количество эпифитов и толстый слой торфа, который обладает высокой способностью удерживать воду и контролирует сток;
- В более засушливых районах, где в основном выпадают сезонные осадки, удаление облаков может составлять значительную часть влаги, доступной растениям.

## Растительность

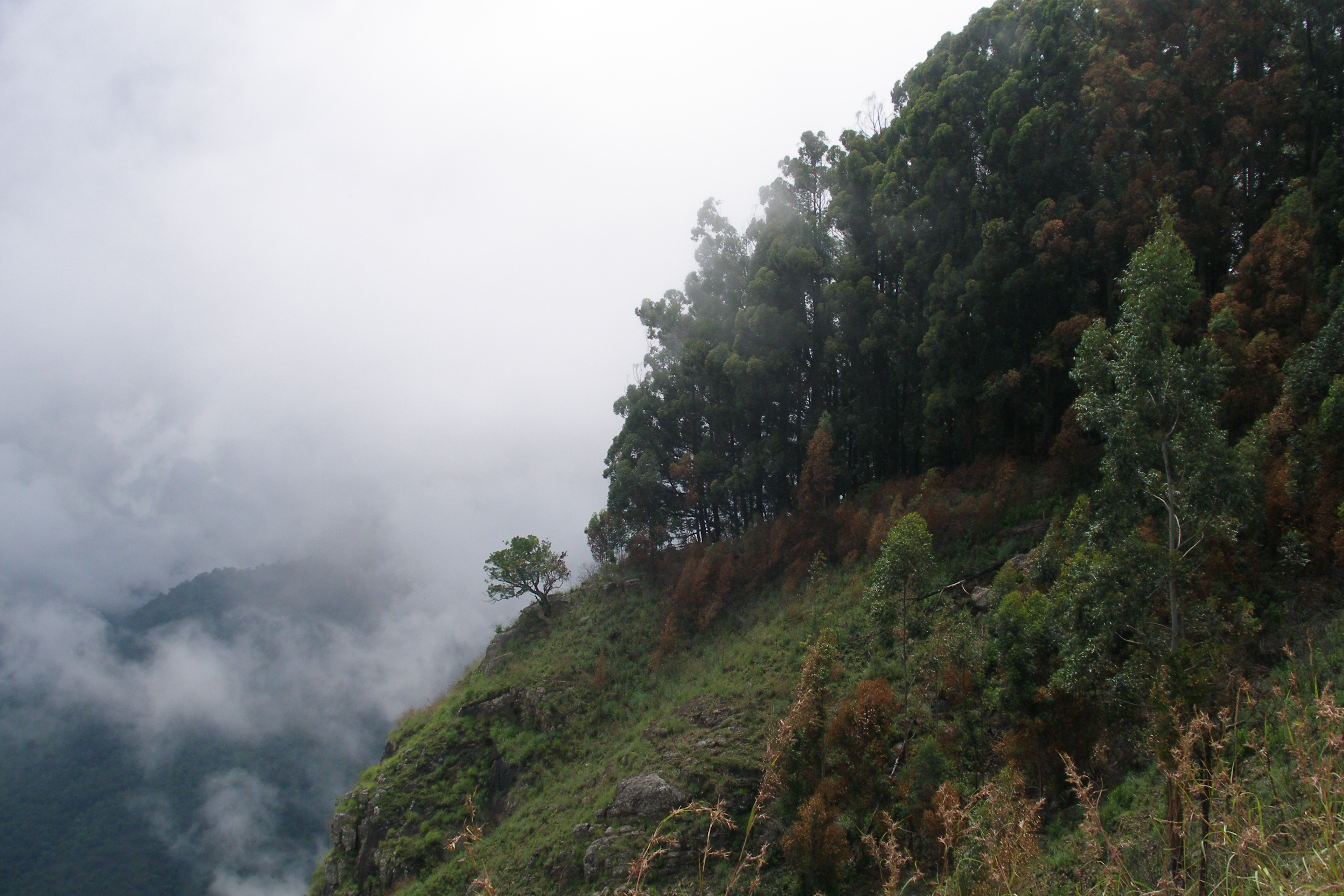
Туманный лес на склонах гор, Шри Ланка

Древостой образован двумя, как правило, плохо выраженными ярусами, высота деревьев не превышает 20 метров. Флористический состав представляет собой смесь видов лесов тропических (древовидные папоротники, магнолиевые, камелии) и умеренных (вечнозелёные дубы, подокарпы). Хорошо развиты травяной ярус и внеярусная растительность — много древесных и травянистых лиан, и эпифитов, в том числе эпифитных мхов. В травостое обильны мхи, невысокие папоротники, широколистные травы.
На высоте более 800 м над уровнем моря для Юго-Восточной Азии характерны агатис, подокарп, дакридиум, для Новой Гвинеи некоторые араукарии. На высотах около 2000 м над уровнем моря леса мшисты и низкорослы, представлены видами семейств Лавровые, Буковые, Вересковые. Для Гималаев и Китая характерны древовидные рододендроны и эпифитные мхи, развит моховой напочвенный покров.

## Распространение тропических горных туманных лесов

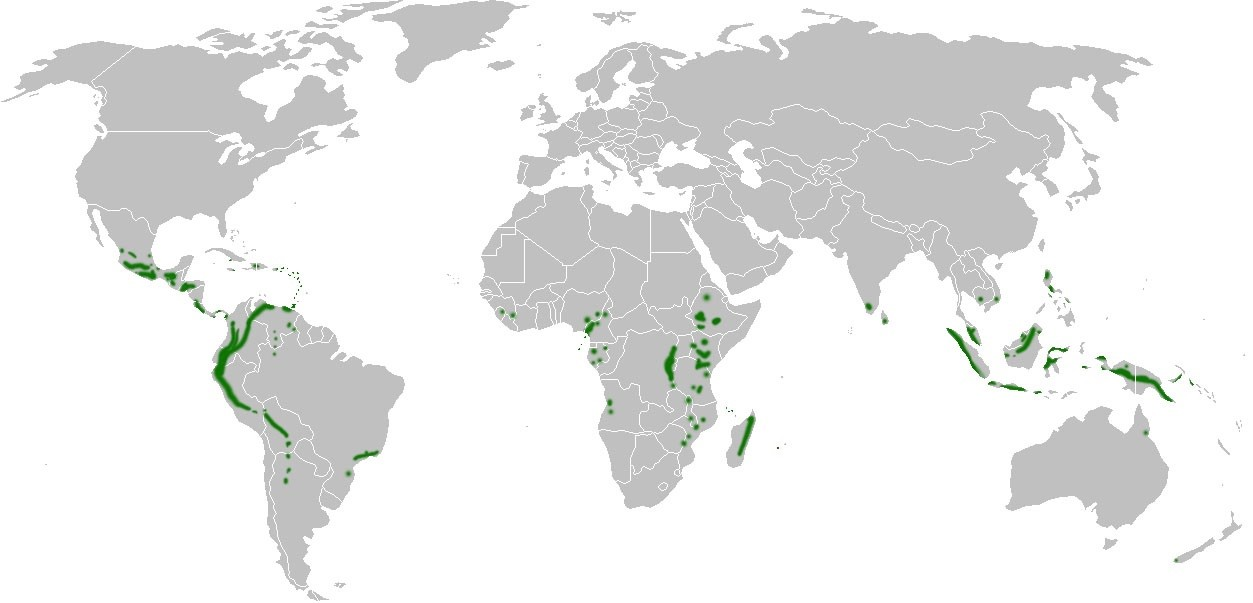
Распространение тропических горных туманных лесов

Только 1 % мировых лесных массивов состоит из туманных лесов. Ранее в 1970-х годах они составляли примерно 11 % всех тропических лесов. Всемирным центром мониторинга охраны природы в 59 странах было выявлено в общей сложности около 736 участков туманных лесов, из которых 327 по состоянию на 2002 год находились под защитой закона. Важные районы туманных лесов находятся в Центральной и Южной Америке (главным образом в Коста-Рике, Венесуэле, Гондурасе, Мексике, Эквадоре и Колумбии), Восточной и Центральной Африке, Индии, Шри-Ланке, Таиланде, Индонезии, Малайзии, Филиппинах, Гавайях, Папуа-Новой Гвинее и в Карибском бассейне.
В версии 1997 года базы данных о туманных лесах Всемирного центра мониторинга охраны природы было обнаружено в общей сложности 605 участков тропических горных облачных лесов в 41 стране. 280 участков, или 46 % от общего числа, были расположены в Латинской Америке, известной в биогеографии как Неотропическая область. В двенадцати странах имеются участки тропических горных туманных лесов, большинство из которых находятся в Венесуэле (64 участка), Мексике (64), Эквадоре (35) и Колумбии (28). Юго-Восточная Азия и Австралазия имеют 228 участков в 14 странах — 66 в Индонезии, 54 в Малайзии, 33 в Шри-Ланке, 32 на Филиппинах и 28 в Папуа-Новой Гвинее. 97 объектов были зарегистрированы в 21 африканской стране, в основном разбросанных по изолированным горам. Из 605 участков 264 находятся на охраняемых территориях.

## Значимость

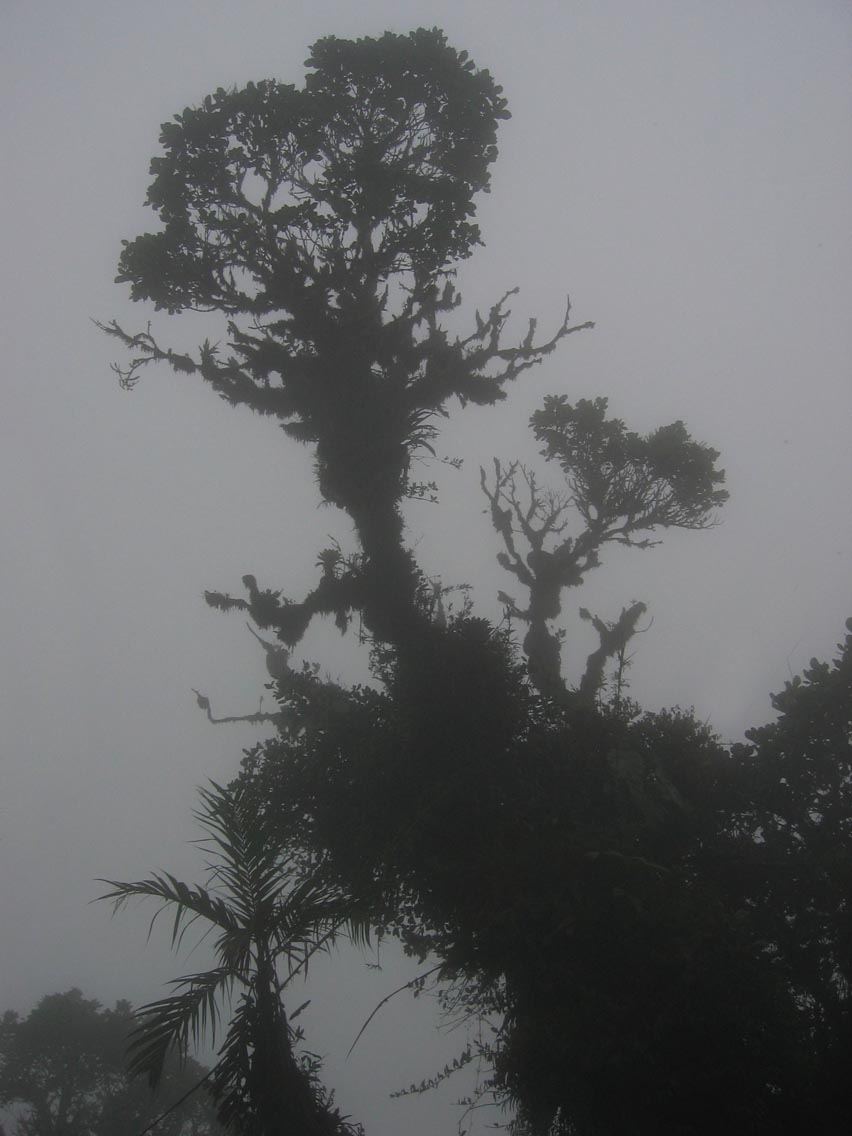
На окраине панамской стороны международного парка Ла-Амистад

- Функция водораздела: благодаря стратегии удаления облаков эффективное количество осадков можно удвоить в засушливые сезоны и увеличить количество осадков в сезон дождей примерно на 10 %.[20][9][21] Эксперименты Костина и Уимбуша (1961) показали, что кроны деревьев не туманных лесов перехватывают и испаряют на 20 % больше осадков, чем туманные леса, что означает потерю наземной составляющей гидрологического цикла.
- Растительность: Тропические горные туманные леса не так богаты видами, как тропические равнинные леса, но они обеспечивают среду обитания для многих видов, которые больше нигде не встречаются[22][9]. Например, Серро-де-ла-Неблина, покрытая облаками гора на юге Венесуэлы, вмещает множество кустарников, орхидей и насекомоядных растений, которые встречаются только на этой горе[22].
- Фауна: Эндемизм среди животных также очень высок. В Перу более трети из 270 эндемичных птиц, млекопитающих и лягушек обитают в туманных лесах[22]. Одно из самых известных млекопитающих облачных лесов — очковый медведь (Tremarctos ornatus). Многие из этих эндемичных животных выполняют важные функции, такие как распространение семян и динамика лесов в этих экосистемах[7].

## Текущая ситуация

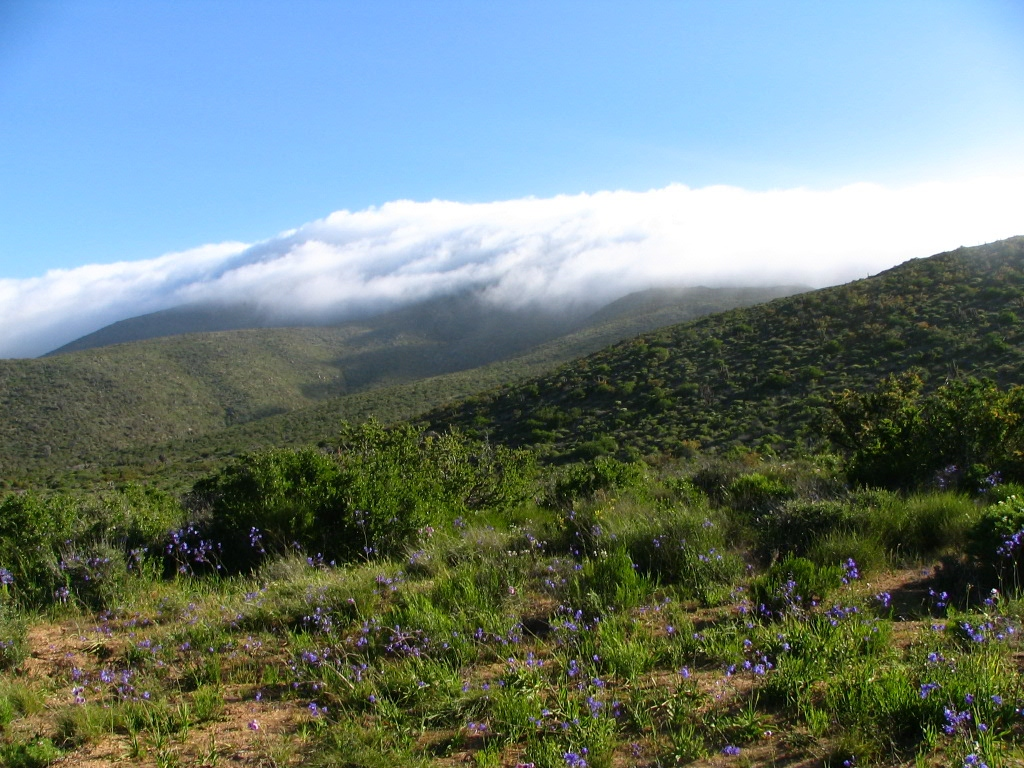
Морская влага жизненно важна для туманного леса Фрай-Хорхе, окруженного засушливыми южными районами пустыни Атакама.

В 1970 году первоначальная площадь туманных лесов на Земле составляла около 50 миллионов гектаров. Рост населения, бедность и неконтролируемое землепользование способствовали потере туманных лесов. Глобальное обследование лесов 1990 года показало, что ежегодно теряется 1,1 % тропических горных и высокогорных лесов, что выше, чем в любых других тропических лесах. В Колумбии, одной из стран с наибольшей площадью туманных лесов, сохранилось лишь 10-20 % первоначального туманного лесного покрова. Значительные площади были преобразованы в плантации или для использования в сельском хозяйстве и пастбищах. Важные культуры в горных лесных зонах включают чай и кофе, а вырубка отдельных видов вызывает изменения в структуре леса.
В 2004 году примерно одна треть всех туманных лесов на планете находилась под защитой в то время.

## Последствия изменения климата
Из-за своей тонкой зависимости от местного климата, туманные леса будут сильно затронуты глобальным изменением климата. Результаты показывают, что площадь экологически подходящих территорий для туманных лесов в Мексике резко сократится в следующие 70 лет. Ряд климатических моделей предполагает, что облачность на низкой высоте будет уменьшаться, а это означает, что оптимальный климат для многих местообитаний туманных лесов будет увеличиваться по высоте. В связи с уменьшением поступления влаги в облака и повышением температуры гидрологический цикл изменится, поэтому система высохнет. Это приведёт к увяданию и гибели эпифитов, которые зависят от высокой влажности. Ожидается, что лягушки и ящерицы пострадают от засухи. Расчёты показывают, что потеря туманных лесов в Мексике приведет к вымиранию до 37 позвоночных животных, характерных для этого региона. Кроме того, изменения климата могут привести к увеличению числа ураганов, что может увеличить ущерб, нанесенный тропическим горным туманным лесам. В целом, результатом изменения климата станет утрата биоразнообразия, изменение высот в ареалах видов и перераспределение сообществ, а в некоторых районах — полная потеря туманных лесов.

## В ботанических садах
Трудно и дорого воспроизвести условия туманного леса в оранжерее, потому что необходимо поддерживать очень высокую влажность. Это дорого, так как высокая температура обычно должна поддерживаться, а высокая температура в сочетании с высокой влажностью требует хорошей циркуляции воздуха, иначе развиваются грибы и водоросли. Такие проявления обычно довольно маленькие, но есть некоторые заметные исключения. В течение многих лет в Сингапурском ботаническом саду существовала так называемая оранжерея. В Садах у Залива есть оранжерея площадью 0,8 гектара, которую называют просто «Облачный лес». Последний представляет собой 35-метровую (115 футов) искусственную гору, покрытую эпифитами, такими как орхидеи, папоротники, плауны, бромелии и другие. Из-за относительно мягкого климата и летнего тумана в Ботаническом саду Сан-Франциско есть три коллекции туманных лесов на открытом воздухе, в том числе Мезоамериканский туманный лес площадью 2 акра, основанный в 1985 году. Ботанический сад округа Буффало и Эри содержит сад «Панамский туманный лес» в доме 11.